# Samantha McGlone
Samantha McGlone née le 19 juillet 1979 à Saint Catharines, Ontario est une triathlète professionnelle canadienne. Championne du monde d'Ironman 70.3 en 2006.

## Biographie
Samantha McGlone participe au second triathlon olympique où elle représente le Canada lors des jeux de 2004 à Athènes. Elle se classe 27e avec un temps de 2 h 10 min 14 s 24. Elle remporte également cette année-là le championnat national du Canada, titre qu'elle conserve par une nouvelle victoire en 2005. En 2006, elle remporte le premier championnat du monde d'Ironman 70.3 et se qualifie pour le championnat du monde d'Ironman 2007 à Kona où elle prend la deuxième place du prestigieux championnat derrière la Britannique Chrissie Wellington.
Après sa victoire en 2009 sur l’Ironman Arizona, elle doit supporter diverses blessures, un état de sur-entrainement et une fatigue chronique. Ces désagréments rendant difficile son retour au plus haut niveau, elle annonce la fin de sa carrière professionnelle de triathlon à la fin de 2013. Elle reprend ses études de médecine qu'elle avait laissé en suspens pour entreprendre sa carrière dans le triathlon estimant ce challenge plus facile qu'un Ironman.

## Palmarès
Le tableau présente les résultats les plus significatifs (podium) obtenus sur le circuit international de triathlon depuis 2005,.
| Année | Compétition                                  | Pays       | Position      | Temps           |
| ----- | -------------------------------------------- | ---------- | ------------- | --------------- |
| 2010  | Ironman 70.3 Texas                           | États-Unis |               | 4 h 17 min 22 s |
| 2010  | Ironman 70.3 Syracuse                        | États-Unis |               | 4 h 28 min 55 s |
| 2010  | Eagleman Ironman 70.3                        | États-Unis |               | 4 h 25 min 22 s |
| 2010  | Ironman 70.3 Californie                      | États-Unis |               | 4 h 26 min 43 s |
| 2010  | Ironman 70.3 Mooseman                        | États-Unis |               | 4 h 34 min 55 s |
| 2009  | Ironman Arizona                              | États-Unis |               | 9 h 9 min 19 s  |
| 2009  | Ironman 70.3 Hawaii                          | États-Unis |               | 4 h 38 min 2 s  |
| 2009  | Ironman Lake Placid                          | États-Unis |               | 9 h 44 min 24 s |
| 2009  | Ironman 70.3 Boise                           | États-Unis |               | 4 h 25 min 10 s |
| 2008  | Ironman 70.3 Hawaï                           | États-Unis |               | 4 h 30 min 38 s |
| 2008  | Ironman 70.3 Kansas                          | États-Unis |               | 4 h 19 min 4 s  |
| 2007  | Ironman - Championnat du monde à Kailua-Kona | États-Unis |               | 4 h 14 min 4 s  |
| 2007  | Championnat du monde Ironman 70.3            | États-Unis |               | 4 h 11 min 29 s |
| 2007  | Ironman 70.3 Hawaï                           | États-Unis |               | Timing          |
| 2006  | Championnat du monde Ironman 70.3            | États-Unis |               | 4 h 12 min 58 s |
| 2006  | Ironman 70.3 Floride                         | États-Unis |               | 4 h 19 min 57 s |
| 2006  | Laguna Phuket Triathlon                      | Thaïlande  |               | 2 h 48 min 34 s |
| 2005  | Laguna Phuket Triathlon                      | Thaïlande  |               | 2 h 44 min 16 s |
| 2005  | Championnat du Canada                        | Canada     | Médaille d'or | Timing          |
| 2004  | Championnat du Canada                        | Canada     | Médaille d'or | Timing          |